# N’Guel Kolo
N’Guel Kolo (auch: N’Guel Kollo, N’Guelkolo) ist ein Dorf in der Landgemeinde Chétimari in Niger.

## Geographie
Das von einem traditionellen Ortsvorsteher (chef traditionnel) geleitete Dorf liegt in der Landschaft Manga am Rand der Sand- und Tonebene Kadzell. Es befindet sich rund 25 Kilometer nördlich des Hauptorts Chétimari der gleichnamigen Landgemeinde, die zum Departement Diffa in der gleichnamigen Region Diffa gehört. Die Regionalhauptstadt Diffa im Südosten ist ebenfalls rund 25 Kilometer entfernt. Zu den Siedlungen in der näheren Umgebung von N’Guel Kolo zählt das Dorf Malam Boukardi im Südosten.
Der 1894 Hektar große Kautschukbaum-Hain von N’Guel Kolo steht unter Naturschutz. Das Dorf ist Teil der 860.000 Hektar großen Important Bird Area des Graslands und der Feuchtgebiete von Diffa. Zu den in der Zone beobachteten Vogelarten zählen Arabientrappen, Beaudouin-Schlangenadler, Braunrücken-Goldsperlinge, Fuchsfalken, Nordafrikanische Lachtauben, Nubiertrappen, Prachtnachtschwalben, Purpurglanzstare, Rothalsfalken, Sperbergeier und Wüstenspechte als ständige Bewohner sowie Rötelfalken, Steppenweihen und Uferschnepfen als Wintergäste.

## Bevölkerung
Bei der Volkszählung 2012 hatte N’Guel Kolo 3291 Einwohner, die in 524 Haushalten lebten. Damit war es das bevölkerungsreichste Dorf in der Landgemeinde Chétimari. Bei der Volkszählung 2001 betrug die Einwohnerzahl 1604 in 298 Haushalten und bei der Volkszählung 1988 belief sich die Einwohnerzahl auf 167 in 36 Haushalten.

## Wirtschaft und Infrastruktur
Der bedeutende Viehmarkt von N’Guel Kolo wird von Züchtern frequentiert, die hier Vieh für den weiteren Handel verkaufen. Er geht auf das Jahr 1955 zurück. Neue Marktbereiche für Kamele wurden 2008 und für Rinder 2015 eingerichtet. Der regelmäßige Handel mit Kamelen unterscheidet im regionalen Vergleich den Markt in N’Guel Kolo von jenen in Kindjandi und Waragou. Ferner wird im Dorf mit Getreideprodukten gehandelt.
Von den Grundschulen im Ort besteht die traditionelle mit französischer Unterrichtssprache seit 1998 und jene des Typs Franco-Arabe mit französischer und arabischer Unterrichtssprache seit 2001. Mit einem Centre de Santé Intégré (CSI) ist seit 2018 ein Gesundheitszentrum im Dorf vorhanden. Außerdem gibt es eine veterinärmedizinische Station.